# Onthophagus thanwaakhomus
Onthophagus thanwaakhomus är en skalbaggsart som beskrevs av Masumoto 1992. Onthophagus thanwaakhomus ingår i släktet Onthophagus och familjen bladhorningar. Inga underarter finns listade i Catalogue of Life.